# PostFinance-Arena
PostFinance Arena, tidigare  Eisstadion Allmend och Bern Arena, är en arena i Bern, Schweiz. Den är primärt avsedd för ishockey och är hemmaplan för SC Bern. Arenan byggdes 1967 och rymde fram till 2008, 16 789 åskådare. 2007 - 2008 gjordes en om- och tillbyggnad av arenan. Kortsidans läktare gjordes högre och antalet sittplatser ökad till 6 728, plus 131 loge- och VIP-platser. Den totala publikkapaciteten ökades till 17 131 åskådarplatser. Ett karakteristiskt drag i PostFinance-Arena är världens största ståplatsläktare som hade en kapacitet på 11 862 personer fram till 2008. Efter ombyggnaden reducerades dock kapaciteten till 10 272 ståplatser.
PostFinance Arena är utsedd till att vara huvudarena för VM i ishockey 2009 och har redan fungerat som värd för Victoria Cupen.

## Åskådare

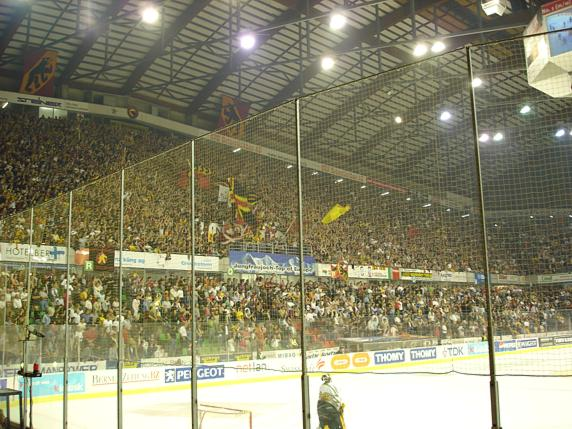
PostFinance-Arena ståplatsläktare

PostFinance Arena är rekordhållare av genomsnittligt antal åskådare under en säsong för arenor inom Europa med 16 203 åskådare under säsongen 2008/2009 . Detta innebär att under denna säsong hade man ett genomsnitt på cirka 95% av arenans kapacitet. 

## Om- och tillbyggnad
På grund av sin ålder och inför det kommande ishockey-VM:et 2009, genomgick arenan en om- och tillbyggna under 2007 till 2008. Intressenterna investerade c.a. 100 miljoner CHF, motsvarande c.a. 764 miljoner SEK (avseende 26 februari 2009), för utbyggnad och restaurering av byggnaden. Ombyggnaden var klar i tid för 24 april 2009 då VM i ishockey startade. Interiört behöll arenan att sitt tidigare utseende, speciellt behölls den branta ståplatsläktaren. VIP-området blev helt ombyggt och kapaciteten utökades med cirka 500.